# Effetti personali (album)
Effetti personali è il quarto album in studio del cantautore italiano Sergio Caputo, pubblicato nel 1986.

## Descrizione
Il disco, pubblicato dalla CGD, si avvale dell'incontro con l'icona del jazz Dizzy Gillespie che suona la tromba ne Il pianeta Venere e in Trio vocale militare.
Il titolo di per sé riassume l'identità che accomuna i singoli brani, che sembrano trarre spunto da film o personaggi di fantasia tra i preferiti di Caputo, in modo particolare mutuati dal mondo dei fumetti e da alcuni generi del cinema d'evasione e di avventura, riletti con la sua vena sdrammatizzante e carichi, fino alla maniacalità, di intuizioni originali, rime mai osate prima, incroci linguistici, in una sorta di giro del mondo a suon di figure retoriche citazioni e qualche neologismo. I suoi effetti personali sono soprattutto riconducibili alla sua inventiva. Sotto l'egida del jazz, spazia con disinvoltura su nuovi diversi registri musicali, operazione che può definirsi "musical-culturale", complementare rispetto alle sonorità presenti nel precedente No Smoking.
Ne Il pianeta Venere l'idea di un altro pianeta reso vivo e vegeto alla stregua di una emittente radio (che "trasmetteva Vivaldi e Ravel... un concerto di Brahms...") permette un uso incondizionato della fantasia, con numerosi richiami a un certo mondo patinato (marche di lusso, usi e costumi del jet set) che si trasforma così in macchietta: analogamente in Io ritorno via da Cannes, dove si gioca sui termini della francofonia che ruotano intorno a un comico poliziesco, o in L'arca di Noé dove un esodo diluviano somiglia a una vacanza da villaggio turistico, come scampare alla fine del mondo portandosi con sé gli oggetti più futili. In questa trilogia del voluttuario, si inserisce un viaggio futuribile, in coppia, a "passeggiare nella base nucleare... nel 2003... a cavalcioni di un siluro della Hertz" dove il "trio" del titolo trasfigura un'altra icona (quella appunto militare) dell'immaginario reale, trasformata in innocuo sottofondo.
Più composito il paesaggio della seconda parte: la title track mette in guardia sul non interrogarsi sulle proprie fantasie, ("non metterci le mani, potresti forse avere delle strane sorprese... parliamone domani"), e così ecco quattro quadri diversi l'uno dall'altro: I cinesi non si affacciano mai, una ricostruzione in stile orientale ispirata a una Chinatown e a un personaggio non meglio identificato di Walter Matthau; Un radio taxi così una storia tra taxi in forma antropomorfa, retaggio di alcuni cartoni animati; Flamenco amorespia, un flamenco che si rifà alle storie di spionaggio (viene in mente il bizzarro Agente Maxwell Smart) e le riduce a un banale corteggiamento in giro per il globo ("cosa vuoi che ci importi di quei microfilm..."); e per finire Tigre contro tigre uno scioglilingua preso a pretesto come passerella finale di questa carrellata di immagini parole suoni e ricordi tutti rigorosamente prelevati dal baule degli "effetti personali", forse un po' penalizzanti, regressivi, di quelli che "ci tarpano le ali" ma che in compenso "hanno molto da dire".
La intro, oltre ad anticipare la melodia della title track, propone una breve frase musicale cantata, le cui note, suonate al pianoforte, si possono trovare sul finale di Spicchio di luna, canzone che chiude il suo primo album Un sabato italiano. Nella title track, per esigenze di metrica, Caputo pronuncia "come polveri di strade anfose" invece che "bagnate", facendosi aiutare dalla canzone dialettale di Domenico Modugno Strada 'nfosa. L'arca di Noè esiste in due differenti versioni che presentano due minime differenze. In una dice (e lo conferma nelle copertine interne coi testi): "c'è un tagliando sul giornale" e poi "un videoclip col Barbiere di Siviglia"; nell'altra invece "c'è un annuncio..." e "un videotape...". Non è chiaro se queste due differenze siano spie di due differenti stampe dell'intero album, o se ce ne siano state di ulteriori nello stesso album.

## Tracce
1. Intro
2. Il pianeta Venere
3. Io ritorno via da Cannes
4. Trio vocale militare
5. L'arca di Noé
6. Effetti personali
7. I cinesi non si affacciano mai
8. Un radio taxi così
9. Flamenco amorespia
10. Tigre contro tigre

## Formazione
- Sergio Caputo – voce, cori
- Toto Torquati – tastiera, batteria elettronica, pianoforte
- Gigi Cappellotto – basso
- Lele Melotti – batteria
- Franco Ventura – chitarra
- Julius Farmer – basso
- Karl Potter – congas
- Luis Agudo – percussioni
- Maurizio Galli – basso
- Claudio Mastracci – batteria, percussioni
- Dizzy Gillespie – tromba
- Maurizio Giammarco – sax
- Enrico Fusco – cori